# Gustave Pimienta
Gustave Pimienta fue un escultor francés, nacido el 1 de agosto de 1888 en París y fallecido el 1982 en Préban, cerca de Chênehutte-les-Tuffeaux (Maine-et-Loire), en un lugar conocido como "La Colombière" en la actual comuna de Chênehutte-Trèves-Cunault, a unos 10 km de Saumur. 